# The Grease Band
The Grease Band — британская рок-группа, организованная Джо Кокером и Крисом Стейнтоном. Активно гастролировали во второй половине 1960-х годов, включая знаменитое выступление на Вудстокском фестивале в августе 1969 года.
Название группы (игра слов — смазочная лента, обильно смазанный оркестр) произошло в результате чтения друзьями интервью джазового органиста Джимми Смита, который в какой-то момент одобрительно охарактеризовал музыку другого исполнителя соул, как «обильно смазанную».
После того, как Кокер ушёл из группы и сформировал свой состав Mad Dogs & Englishmen, The Grease Band выпустила без него два альбома в 1970-х годах.
После распада группы клавишник Крис Стейнтон много гастролировал с Эриком Клэптоном. Басист Алан Спеннер и ритм-гитарист Нил Хаббард продолжили играть в британской голубоглазой соул-группе Kokomo; после этого пара играла в проекте Roxy Music конца 1970-х — начала 1980-х годов. Барабанщик Брюс Роуленд присоединился к Fairport Convention. Генри Маккалоу, бывший ведущим гитаристом группы, присоединился к группе Пола Маккартни Wings, а также выступал с соло-проектами до своей смерти в июне 2016 года. Роуленд, Спеннер, Хаббард и Маккалоу играли на оригинальной записи рок-оперы "Иисус Христос — Суперзвезда " 1970 года.

## Персонал
Первоначальные участники
- Джо Кокер — вокал
- Крис Стейнтон — клавишные
- Брюс Роуленд — ударные, перкуссия, фисгармония, бэк-вокал (died 2015)
- Алан Спеннер — бас, вокал (died 1991)
- Нил Хаббард — ритм-н-слайд-гитара, бэк-вокал
- Генри Маккалоу — соло-гитара, вокал, мандолина (died 2016)

Музыканты, участвующие в альбоме Amazing Grease
- Мэл Коллинз — саксофоны
- Терри Стэннард — ударные (died 2019)
- Мик Уивер — клавишные

## Дискография
- The Grease Band[6] (1971)[7][8]
- Amazing Grease[9] (1975)
- On Air[10] (1997) — с Джо Кокером